# Virginia Sikora
Virginia Sikora (ur. 17 marca 1928 w Detroit w stanie Michigan, zm. 12 grudnia 2018) – działaczka Polonii amerykańskiej.
Wieloletnia prezes Związku Polek w Ameryce (Polish Women's Alliance of America), na kolejną kadencję została wybrana w 2003. Działa także w Kongresie Polonii Amerykańskiej (Polish American Congress), gdzie pełniła funkcję pierwszego wiceprezesa; po śmierci prezesa Edwarda Moskala tymczasowo kierowała pracami tej organizacji, od marca do 28 października 2005 (do czasu wyboru Franciszka Spuli).
W 2009 została odznaczona Krzyżem Oficerskim Orderu Zasługi Rzeczypospolitej Polskiej.